# Łukasz Krupa

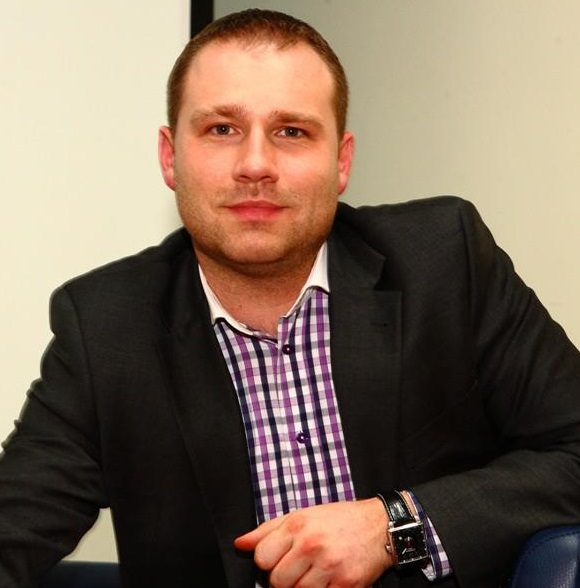
Łukasz Krupa (2012)

Łukasz Marcin Krupa (* 20. April 1981 in Bydgoszcz) ist ein polnischer Politiker der Ruch Palikota (Palikot-Bewegung).
Seit 2002 bis heute (Stand 2011) übernahm er die Leitung des Familienunternehmens, zu dem vier Lebensmittelgeschäfte gehören. 2005 wurde er zudem Mitinhaber einer Bautischlerei. 
2004 schloss er sein Studium an der Technisch-Landwirtschaftlichen Akademie in Bydgoszcz (Akademia Techniczno-Rolnicza) als Bauingenieur ab. 2006 folgte ein Magister in Wirtschaft der Wirtschaftsuniversität Posen (Akademia Ekonomiczna). Im Aufbaustudium an der Wirtschaftsuniversität  Breslau studierte Łukasz Krupa Rechnungswesen. Bis 2012 will er ein Master-of-Business-Administration-Studium der Hochschule für Bankwesen (Wyższa Szkoła Bankowa) in Toruń abschließen.
Bei den Parlamentswahlen 2011 trat er im Wahlkreis 4 Bydgoszcz für die Ruch Palikota an. Mit 18.401 Stimmen konnte er ein Mandat für den Sejm erringen.